# بردگوریهای ۴ و ۵ کچوز
بردگوریهای ۴ و ۵ کچوز در شهرستان کوهرنگ، بخش بازفت، روستای کچوز واقع شده و این اثر در تاریخ ۲۴ فروردین ۱۳۸۲ با شمارهٔ ثبت ۸۲۰۶ به‌عنوان یکی از آثار ملی ایران به ثبت رسیده است.